# Abdij van Maulbronn
De Abdij van Maulbronn is een voormalige cisterciënzerabdij, ten oosten van Maulbronn nabij Pforzheim in de deelstaat Baden-Württemberg. Ze geldt als een van de best bewaard gebleven middeleeuwse abdijen ten noorden van de Alpen en is dan ook sinds december 1993 opgenomen op de Werelderfgoedlijst van de UNESCO.
In de gebouwen is de overgang van de romaanse naar de gotische stijl goed te herkennen.
Op een oppervlakte van 5 ha, geordend rond de kerk en het klooster, vormen de talrijke dienstgebouwen een kleine stad, omringd met een muur van 850 m en verdedigings-torens.
Onder het achtkantige torentje van de wasplaats (lavabo) staat een van de mooiste fonteinen met drie bekkens die de cisterciënzer architecten ons hebben nagelaten.
De elegantie van het gotische stergewelf van de kapittelzaal steekt fel af tegen het romaanse kruisgewelf van de refter van de lekenbroeders.
Een legende vertelt hoe de monniken een geschikte plaats vonden voor hun klooster.
Hun muilezel [Maul(esel)] met de bagage stopte, scharrelde met zijn hoef en vond een bron waarvan hij dronk. Dit was de ideale vestigingsplaats: Maulbronn!
Etymologen houden het bij een andere verklaring van de naam die zou verwijzen naar ‘Mulenbrunnen’, een plaats in de buurt van een bron die een molen van water voorziet.

## Geschiedenis
Walter van Lomersheim droeg zijn bezittingen in Eckenweiher in 1138 over aan het Cisterziënzer klooster Neuburg in de Elzas om er een filiaal te stichten. Omdat de plek ongeschikt was, werd het klooster in 1147 naar Maulbronn verlegd. Dit was op een leen van het prinsbisdom Spiers, dat door bisschop Günther beschikbaar was gesteld.
In 1147 werd begonnen met de bouw van de kerk, die in 1178 werd gewijd. Het voorportaal dateert van 1210-1215. De gotische kruisgang uit de 13de-16de eeuw, het refectorium (1220-1225) en het parlatorium (1493) zijn bijzonder fraai.
Reeds in 1148 vaardigde paus Eugeniuis III een pauselijke beschermbrief uit. In 1156 verleende keizer Frederik I een beschermingsprivilege. Beschermheren waren de bisschoppen van Spiers en na 1236 de heren van Enzberg. De laatsten misbruikten het ambt om hun eigen macht uit te breiden.
Het goederenbezit van het klooster groeide snel. In 1159 had het naast de uitgestrekte bezittingen in de omgeving van Maulbronn ook bezittingen in Spiers en omgeving. Uiteindelijk had het klooster in meer dan 100 plaatsen bezittingen. In 1151 werd het klooster Bronnbach en in 1157 het klooster Schönthal vanuit Maulbronn bevolkt.
In 1372 droeg keizer Karel IV het beschermschap over aan het keurvorstendom van de Palts. Hierdoor raakte het klooster betrokken in de strijd tussen het keurvorstendom en het graafschap Württemberg. Het sinds 1360 ommuurde klooster werd door de keurvorst als steunpunt gebruikt. In 1457 werden de partijen verzoend, maar in 1460 werd Maulbronn alweer overvallen door Württemberg. In 1467 werd een verdrag voor vijf jaar afgesloten, maar de Palts versterkte het klooster opnieuw als een vesting. In de Landshuter Successieoorlog werd het in 1504 door Württemberg bezet.
In 1516 zou de legendarische alchemist Johann Georg Faust enige tijd in het klooster hebben vertoefd om in opdracht van de abt goud te maken. Faust is inderdaad in de omgeving van Maulbronn geboren en getogen.
Door de opkomst van de Reformatie moest de abt in 1537 vluchten naar Pairis in de Elzas, maar na de Godsdienstvrede van Augsburg viel het klooster weer onder katholiek gezag. In 1556 echter werd het opgeheven. Hertog Christoph von Württemberg liet er toen een school in oprichten, die tot op heden nog bestaat.
De Westfaalse Vrede van 1648 liet het kloostergebied bij Württemberg.
Sinds 1968 worden er jaarlijks ongeveer 25 concerten georganiseerd in de met kaarslicht verlichte kerk en zalen van de abdij.

## Beroemde leerlingen van de school in Maulbronn
- Johannes Kepler
- Friedrich Hölderlin
- Justinus Kerner (leerling van leerlingen van de school in Maulbronn)
- Hermann Hesse
- Jonathan Zenneck